# Ариперт II
Ариперт II (лат. Aripert II, итал. Ariperto II; погиб в 712) — король лангобардов (702—712) и герцог Турина (701—712), сын Рагинперта, последний представитель Баварской династии.

## Биография
Ариперт II был коронован ещё в 700 году, но был сразу смещён Лиутпертом, правившим с 700 по 702 годы, за исключением короткого временного промежутка в 701 году, когда Рагинперт захватил престол. После смерти отца Ариперт II начал борьбу за власть. Вскоре он нанёс поражение королю Лиутперту и регенту Анспранду вблизи Павии. Лиутперта Ариперт II взял в плен и вскоре задушил в бане. Анспранду же удалось бежать к баварам. Старшего сына Анспранда, Сигипранда, Ариперт ослепил, младшего — Лиутпранда он сначала держал в заточении, но потом отпустил к отцу. Теодораду, жену Анспранда, Ариперт приказал схватить и когда та стала хвастаться, что скоро станет королевой, её лицо изуродовали: ей отрезали нос и уши. Также поступили и с её дочерью Ауроной. Других родственников Анспранда новый король также уничтожил различными способами. К 703 году Ариперт уже твёрдо удерживал власть в королевстве.
Ариперт II правил лангобардским королевством непрерывно вплоть до самой смерти, но его правление не было спокойным. В 703 году герцог Сполето Фароальд II напал на Равеннский экзархат. Ариперт отказался его поддерживать, так как стремился сохранить хорошие отношения с римским папой и византийским императором. Он дружил с папой Иоанном VI и передал в дар Святому Престолу обширные земли. Однако эта дружба мало что давала Ариперту, так как в королевстве происходило много восстаний, а славяне постоянно совершали набеги на северо-восточные области, причиняя много беспокойства.
В 711 году Анспранд, которого Ариперт выслал, вернулся в Италию с большой армией, предоставленной ему баварским герцогом Теудебертом, к которой присоединилось также много жителей Венеции и восточных районов королевства. Сражение между противниками произошло вблизи Павии. Ариперт бежал в столицу, когда понял, что потерпел поражение. В Павии он собрал свои сокровища и хотел бежать во Франкское государство. Однако при попытке переправиться через реку Тичино в ночное время Ариперт утонул. Его тело было найдено уже на следующий день и похоронено в построенной им церкви. Вскоре новым королём был провозглашён Анспранд.